# شانتال توماس
شانتال توماس (بالفرنسية: Chantal Thomas) كاتبة فرنسية، حصلت على جائزة فيمينا الأدبية عام 2002.

## روابط خارجية
- شانتال توماس على موقع IMDb (الإنجليزية)
- شانتال توماس على موقع قاعدة بيانات الفيلم (الإنجليزية)